# Франсиско-Морасан (департамент)
Франси́ско-Мораса́н (исп. Francisco Morazán) — один из 18 департаментов Гондураса. Находится в центральной части государства. Граничит с департаментами: Оланчо, Эль-Параисо, Чолутека, Валье, Ла-Пас, Комаягуа и Йоро.
Административный центр — город Тегусигальпа, он же является столицей государства. Прежнее название департамента — Тегусигальпа. В 1943 году переименован в честь Франсиско Морасана — национального героя страны. Площадь — 7946 км². Население — 1 460 400 человек (2011). Флаг и герб департамента идентичен флагу и гербу столицы страны Тегусигальпы.
На территории департамента расположен национальный парк Ла-Тигра.

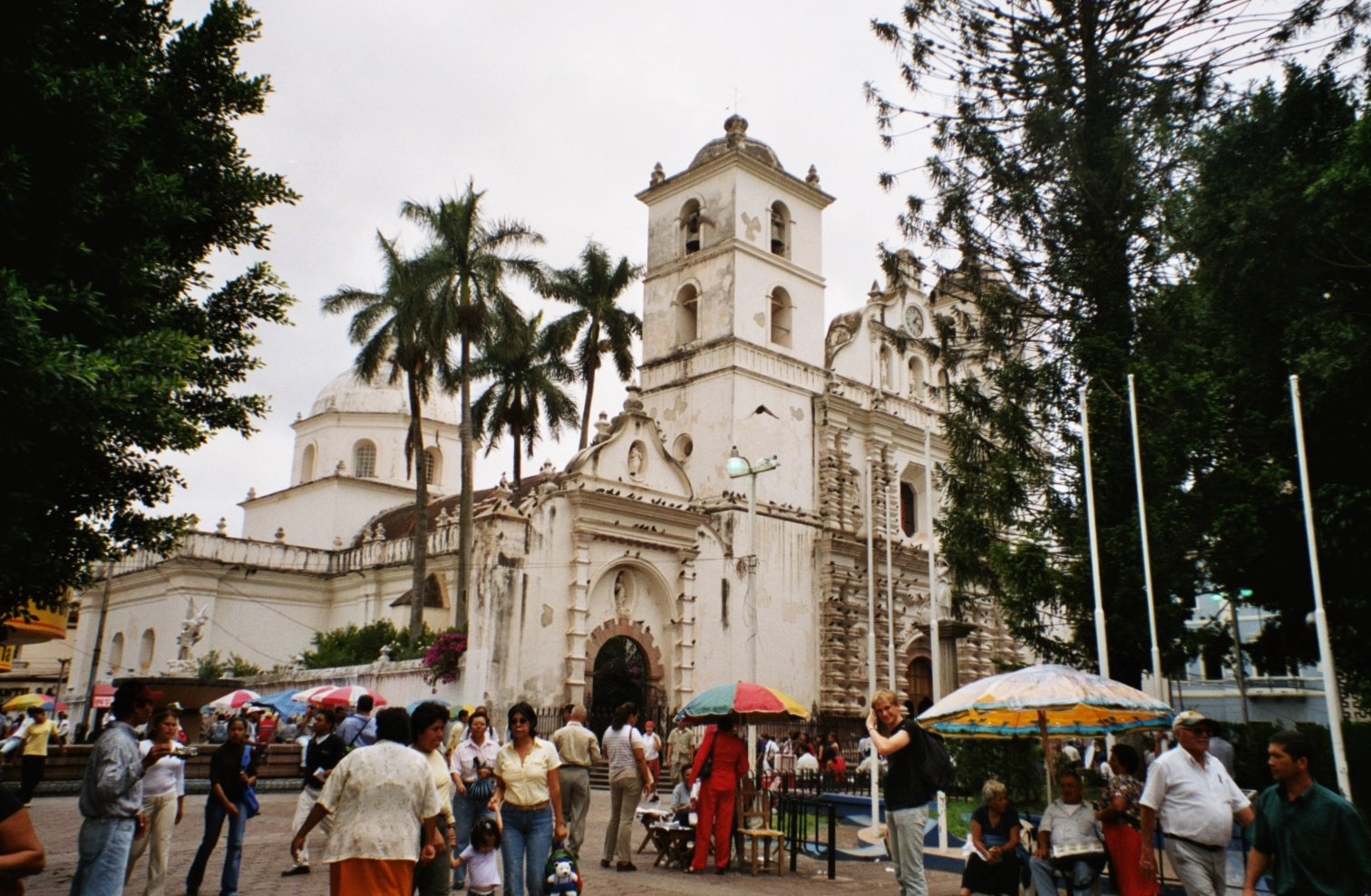
Кафедральный собор Тегусигальпы

## Муниципалитеты
В административном отношении департамент подразделяется на 29 муниципалитетов:
1. Алубарен
2. Валье-де-Анхелес
3. Вальесильо
4. Вилья-де-Сан-Франсиско
5. Дистрито-Сентраль (Тегусигальпа)
6. Курарен
7. Ла-Либертад
8. Ла-Вента
9. Лепатерике
10. Мараита
11. Марале
12. Нуэва-Армения
13. Ориса
14. Охохона
15. Реитока
16. Сабанагранде
17. Саморон
18. Сан-Антонио-де-Ориент
19. Сан-Буэнавентура
20. Сан-Игнасио
21. Сан-Хуан-де-Флорес
22. Сан-Мигелито
23. Санта-Ана
24. Санта-Лусия
25. Седрос
26. Таланга
27. Татумбла
28. Хуаимака
29. Эль-Порвенир